# 宮川医療少年院

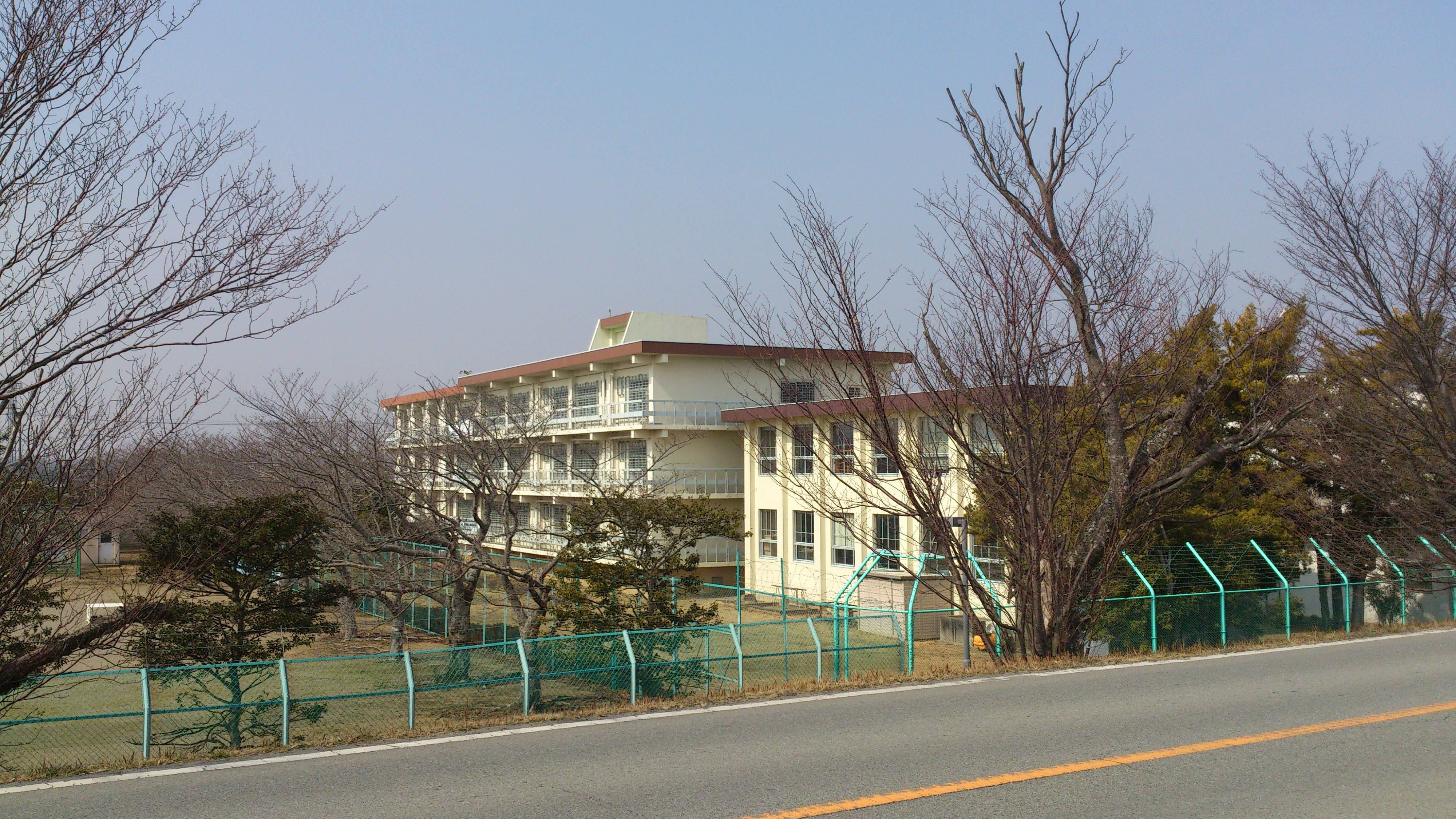
宮川医療少年院

宮川医療少年院（みやがわいりょうしょうねんいん）は三重県伊勢市小俣町宮前にある法務省名古屋矯正管区所轄の少年院。少年院種別としては第一種、第二種であって第三種少年院（旧称・医療少年院）ではない。医療法上の診療所に該当し、情緒未成熟等により非社会的な形での社会的不適応が著しいということで専門的な治療教育を必要とする者などを対象として行う特殊教育課程を設置している。

## 沿革
- 1951年（昭和26年）、法務省は度会郡小俣町新川原（伊勢市小俣町宮前）にあった元宮川脳病院を買収し、「三重少年学院分院宮川医療少年院」として発足[3]。
- 1951年（昭和26年）12月28日 - 三重少年学院分院宮川医療少年院が開院する[4]。
- 1952年（昭和27年）5月1日 - 分院から本院に昇格し、三重少年学院宮川医療少年院となる[5]。
- 1959年（昭和34年） - 女子寮が完成、従来男子と同棟で区切られて収容されていた女子が女子寮へ移る[6]。
- 1970年（昭和45年）3月 - 施設を全面改築し、近代化された全棟が完成する[3]。
- 1975年（昭和50年）3月 - 女子少年の収容を中止する[3]。
- 1977年（昭和52年）6月 - 特殊教育として、男子少年の精神薄弱者および情緒的未成熟などを収容する長期少年院となる[3]。

## 所在地
- 〒519-0504 三重県伊勢市小俣町宮前25番地 - JR東海参宮線宮川駅から徒歩約15分。三重県道428号伊勢小俣松阪線および宮川沿い。